# Ptyas luzonensis
Ptyas luzonensis är en ormart som beskrevs av Günther 1873. Ptyas luzonensis ingår i släktet Ptyas och familjen snokar. Inga underarter finns listade i Catalogue of Life.
Denna orm förekommer i norra Filippinerna på öarna Negros, Catanduanes, Luzon, Panay och Polillo. Arten lever i låglandet och i bergstrakter mellan 250 och 1000 meter över havet. Den vistas i fuktiga skogar och i angränsande landskap. Ptyas luzonensis vilar på buskar intill vattendrag. Honor lägger ägg.
Beståndet hotas lokalt av skogsröjningar. Hela populationen anses vara stabil. IUCN kategoriserar arten globalt som livskraftig.